# Audan Temir
Der Audan Temir (kasachisch Темір ауданы Temır audany, russisch Темирский район Temirski rajon) ist ein Bezirk im Gebiet Aqtöbe in Kasachstan.

## Geografie
Der Audan Temir liegt im Westen Kasachstans im Gebiet Aqtöbe. Er grenzt im Norden an die Audandar Qobda und Algha, im Osten an den Audan Mughalschar und im Süden an den Audan Baighanin. Im Westen grenzt der Audan Oiyl an den Bezirk an.

## Bevölkerung
Bei der Volkszählung 1999 hatte der Audan Temir 35.946 Einwohner. Die Volkszählung 2009 ergab für den Bezirk eine Einwohnerzahl von 34.425. Bei der letzten Volkszählung 2021 lebten 35.547 Menschen im Audan Temir. Die Fortschreibung der Bevölkerungszahl ergab zum 1. Januar 2025 eine Einwohnerzahl von 35.050.
| Einwohnerentwicklung               | Einwohnerentwicklung | Einwohnerentwicklung | Einwohnerentwicklung | Einwohnerentwicklung | Einwohnerentwicklung | Einwohnerentwicklung | Einwohnerentwicklung |
| 1979                               | 1989                 | 1999                 | 2009                 | 2021                 |                      |                      |                      |
| ---------------------------------- | -------------------- | -------------------- | -------------------- | -------------------- | -------------------- | -------------------- | -------------------- |
| 33.493                             | 37.671               | 35.946               | 34.425               | 35.547               |                      |                      |                      |
| Anmerkung: Volkszählungsergebnisse |                      |                      |                      |                      |                      |                      |                      |

## Verwaltungsgliederung
Der Audan Temir ist in zehn ländliche Bezirke (kasachisch Ауылдық округ Auyldyq okrug; russisch Сельский округ Selski okrug) gegliedert (Stand: 2021).
| Ländlicher Bezirk | Einwohner | Einwohner | Orte                                       |
| Ländlicher Bezirk | 2009      | 2021      | Orte                                       |
| ----------------- | --------- | --------- | ------------------------------------------ |
| Altyqarassu       | 1.584     | 1.148     | Altyqarassu, Jengbekschi, Sarytoghai Auyly |
| Aqsai             | 1.940     | 1.168     | Aqsai, Aschtschyssai, Birlik, Schyghyrly   |
| Kengestu          | 1.544     | 1.671     | Qalmaqqyrylghan, Qopa, Schitübek           |
| Kengqijaq         | 5.165     | 6.068     | Bäschenköl, Kengqijaq                      |
| Qajyngdy          | 1.284     | 789       | Babatai, Qumqudyq, Schibulaq               |
| Saryköl           | 5.571     | 5.516     | Qopa, Qumsai, Saryköl, Schubarschi         |
| Schaqsymai        | 1.984     | 1.927     | Schaqsymai, Schubarqudyq                   |
| Schubarqudyq      | 11.199    | 14.125    | Schubarqudyq                               |
| Tasqopa           | 994       | 676       | Tasqopa                                    |
| Temir             | 2.985     | 2.459     | Schambyl, Temir                            |

## Wirtschaft
Im südöstlichen Teil des Bezirks wird am östlichen Rand der Kaspischen Senke Erdöl und Erdgas gefördert. Das Feld Kengqijaq befindet sich beim gleichnamigen Ort Kengqijaq und wurde Ende der 1950er Jahre entdeckt. In unmittelbarerer Nähe liegt das Öl- und Gasfeld Schangaschol, das sich bereits im Audan Mughalschar befindet.